# Kaoru Shintani
Kaoru Shintani, född 1951 i Toyonaka, Osaka, Japan är en mangaka som främst är känd för sin serie Area 88.